# Myles Horton
Myles Falls Horton (* 9. Juli 1905 in Savannah; † 19. Januar 1990 in New Market) war ein US-amerikanischer Aktivist der Bürgerrechtsbewegung und der Arbeiterbewegung. Bekannt ist er für die Gründung der Highlander Folk School, einem Zentrum für Erwachsenenbildung und Aktivismus in den amerikanischen Südstaaten.

## Leben
Myles Hortons Eltern, Elsie Falls Horton und Perry Horton, waren Lehrer, die nach ihrer Entlassung gesellschaftlich aktiv wurden. Sein Vater wurde Gewerkschaftler, seine Mutter ging im Bereich der Erwachsenenbildung gegen Analphabetismus vor. Dieser Dienst für die Allgemeinheit ermunterte den Sohn, es seinen Eltern gleich zu tun und ebenfalls Aktivist zu werden. Während der High School arbeitete Horton für ein Sägewerk und für eine Paketfabrik.
Horton begann 1924 sein Studium an der Cumberland University, wo er 1928 sein Abschluss erhielt. Er setzte sein Studium am Union Theological Seminary fort, wo er von den Ideen seines Professors Reinhold Niebuhr stark beeinflusst wurde. Niebuhr unterstützte ihn auch später bei verschiedenen Projekten wie der Highlander Folk School. Horton informierte sich während seines Studiums über den philosophischen Pragmatismus, den Marxismus und den Christlichen Sozialismus. 1930 studierte er Soziologie an der University of Chicago, wo er in Kontakt mit der Sozialaktivistin Jane Addams trat. Den Herbst 1931 verbrachte er auf einer Bildungsreise in Europa, wo er die dänischen Volkshochschulen kennenlernte. Bald fasste er den Entschluss, eine ähnliche Institution nach Amerika zu bringen. Horton hatte schon zuvor Ideen in diese Richtung gehabt. 1927 hatte er ein Seminar in Ozone über die kommende Wirtschaftskrise organisiert, deren Anfänge sich in den Südstaaten schon anzudeuten begonnen hatten.
Zusammen mit Don West gründete er daher 1932 die Highlander Folk School in Monteagle auf einem von Lilian Wyckoff Johnson gestifteten Grundstück. In dieser Schule sollte Erwachsenen in kurzen, ein- bis zweiwöchigen Workshops beigebracht werden, wie sie am effektivsten für die Soziale Gerechtigkeit eintreten könnten. Dabei sollten die Workshopleiter die Teilnehmer nicht belehren, sondern mit ihnen in Dialog treten. Bald wurde die Highlander, die von Persönlichkeiten wie Reinhold Niebuhr und Eleanor Roosevelt unterstützt wurde, zu einem der einflussreichsten linken Institutionen der Südstaaten. Eng verbunden war sie dabei schon früh mit der Arbeiterbewegung; bald stand sie in Kontakt mit dem Gewerkschaftsbund Congress of Industrial Organizations (CIO) und wurde so zu dem Zentrum für die Weiterbildung von Gewerkschaftlern in den Südstaaten. Ebenso sehr war Horton ein Unterstützer der Bürgerrechtsbewegung und erlaubte die Teilnahme von Afroamerikanern an den Workshops der Highlander. In den damals noch streng nach angeblichen Rassen getrennten Südstaaten war dies eine Besonderheit, für die die Schule oft und heftig kritisiert wurde. Horton und seine Mitarbeiter galten für viele Südstaatler als Kommunisten. Als die CIO 1953 den Kontakt zu der Highlander abbrach, brach auch der Kontakt mit der Arbeiterbewegung ab.
Ab den 1950ern fokussierte sich die Schule auf die Bürgerrechtsbewegung und bot vermehrt Workshops für Bürgerrechtler an, die von solchen Figuren wie Rosa Parks, Fannie Lou Hamer, Stokely Carmichael, Andrew Young und Septima Poinsette Clark besucht wurden. Während dieser Workshops entstand die Idee der „Cititzenship Schools“, die einfachen Afroamerikanern die Teilnahme am politischen Prozess ermöglichen sollten. Dazu wurde ihnen das Lesen, Schreiben und das Eintragen im Wahlregister beigebracht. Horton unterstützte diese Idee und bildete in der Highlander Lehrer für diese „Citizenship Schools“ aus. Clark, die von der Highlander angestellt worden war, spielte eine maßgebliche Rolle bei der Organisation dieser Schulen. 1961 wurde die Highlander Folk School von der Regierung Tennessees geschlossen. Sie wurde im folgenden Jahr als Highlander Research and Education Center in Knoxville neu gegründet, in der Zwischenzeit hatte die Southern Christian Leadership Conference (SCLC) rund um Martin Luther King die Workshops und Cititzenship Schools geleitet. Später zog die Highlander nach New Market um. Nach der Beteiligung an der Poor People’s Campaign 1968 zog sich die Highlander wieder aus der nationalen Bürgerrechtsbewegung zurück und legte einen größeren Fokus auf die südlichen Appalachen.
Horton heiratete 1935 Zilphia Mae Johnson, eine Angestellte der Highlander. Gemeinsam hatten sie zwei Kinder. Zilphia machte den Unterricht von Protestliedern zu einem zentralen Thema an der Highlander. Ihr wird zugeschrieben, solche Protestlieder wie We Shall Overcome beliebt gemacht zu haben. Nachdem sie 1956 gestorben war, heiratete Horton 1962 Aimee Isgrig.
Horton verstarb 1990.

## Schriften
- The Long Haul: An Autobiography. Doubleday, New York 1990